# Johan Ludwig Jensen
Johan Ludwig William Valdemar Jensen (Nakskov, 8 de maio de 1859 – 5 de março de 1925) foi um matemático e engenheiro dinamarquês, presidente da Sociedade Dinamarquesa de Matemática de 1892 a 1903.  

## Biografia
Jensen nasceu em Nakskov, Dinamarca, mas passou a maior parte de sua infância no norte da Suécia, porque seu pai conseguiu um emprego lá como gerente de uma propriedade. Sua família retornou à Dinamarca antes de 1876, quando Jensen se matriculou na Faculdade de Tecnologia de Copenhague. Embora tenha estudado matemática em várias disciplinas da faculdade e até publicado um trabalho de pesquisa em matemática, aprendeu tópicos avançados de matemática mais tarde sozinho e nunca ocupou nenhum cargo acadêmico. Em vez disso, foi um engenheiro de sucesso da "Copenhagen Telephone Company" entre 1881 e 1924, e tornou-se chefe do departamento técnico em 1890. Todas as suas pesquisas em matemática eram realizadas em seu tempo livre. Jensen é conhecido principalmente pela desigualdade de Jensen . Em 1915, Jensen também provou a fórmula de Jensen em análise complexa.